# All Rise (альбом Грегори Портера)
All Rise (англ. «Всем встать») — шестой студийный альбом американского джазового музыканта Грегори Портера, вышедший 28 августа 2020 года на лейбле Blue Note Records.

## Описание
| Оценки критиков  | Оценки критиков |
| Источник         | Оценка          |
| ---------------- | --------------- |
| AllMusic         | [ 1 ]           |
| PopMatters       | [ 2 ]           |
| Evening Standard | [ 3 ]           |

Портер выступил автором всех песен в альбоме, за исключением «Revival Song», написанной в соавторстве. Обозреватель Evening Standard назвал All Rise «напоминанием о невероятных способностях» Портера к написанию песен.
Рецензент издания PopMatters услышал в треках All Rise «мудрость и изящную проницательность» и назвал альбом «ещё одним бриллиантом в каталоге драгоценных камней Грегори Портера».
Обозреватель портала AllMusic отметил у Портера «тёплый, обволакивающий голос», а сам альбом назвал «жизнерадостно утончённым»: 
В то время как альбом, безусловно, извлекает выгоду из своих богатых мастерских аранжировок, Портер завлекает ваше внимание даже когда поёт рубато в сопровождении одного только фортепиано, как он делает в начале песни «Real Truth». Его большой, в солнечных бликах баритон затягивает вас глубоко в песню.
Альбом принёс Портеру номинацию на премию Грэмми за лучший альбом в стиле ритм-н-блюз (2021).

## Список песен
Все песни написаны Грегори Портером, если не указано иное:
| №                   | Название                                                    | Длительность |
| ------------------- | ----------------------------------------------------------- | ------------ |
| 1.                  | «Concorde»                                                  | 3:54         |
| 2.                  | «Dad Gone Thing»                                            | 5:01         |
| 3.                  | «Revival Song» (Трой Миллер, Грегори Портер, Оли Рокбергер) | 3:35         |
| 4.                  | «If Love Is Overrated»                                      | 5:53         |
| 5.                  | «Faith in Love»                                             | 4:55         |
| 6.                  | «Merchants of Paradise»                                     | 6:02         |
| 7.                  | «Long List of Troubles»                                     | 4:14         |
| 8.                  | «Mister Holland»                                            | 3:24         |
| 9.                  | «Modern Day Apprentice»                                     | 2:53         |
| 10.                 | «Everything You Touch Is Gold»                              | 6:03         |
| 11.                 | «Phoenix»                                                   | 4:45         |
| 12.                 | «Merry Go Round»                                            | 5:26         |
| 13.                 | «Thank You»                                                 | 5:19         |
| Общая длительность: | Общая длительность:                                         | 61:24        |

## Участники записи
- Грегори Портер — вокал
- Трой Миллер — ударные, аранжировка хора, духовых, струнных, фортепиано, хлопки, маримба
- Джамаль Николс — бас-гитара
- Чип Кроуфорд — фортепиано
- Ондрей Пивец — орган Хаммонда
- Эмануэль Харрольд — ударные, тамбурин
- Этьен Шарль — аранжировка духовых
- Крис Хилл — бас-гитара
- Оли Рокбергер — хлопки
- Майлз Боулд — конги, перкуссия
- Феми Темово — гитара
- Тивон Пенникотт — тенор-саксофон
- Антон Давидянц — бас-гитара
- Бен Касл — аранжировка духовых
- Кейон Харрольд — духовые инструменты
- Лондонский симфонический струнный оркестр
- Хор: Филли Лопес, Вула Малинга, Фебе Эдвардс, Тейана Миллер, Присцилла Джонс, Шарлин Хектор, Дадонна Харли-Питерс, Джаз Эллингтон, Кевин Марк Трейл, Джеймс Томпсон
- Духовая секция: Крис Сторр, Джим Хант, Эндрю Росс, Тревор Мирес, Том Рис-Робертс, Джеймс Гардинер-Бейтерман, Грэм Блевинс